# ستيفانيا بوفا
ستيفانيا بوفا مواليد 9 أغسطس 1988، هي لاعبة كرة مضرب سويسرية سابقة وكانت تلعب باليد اليمنى، اعتزلت اللعب في 2010. أعلى تصنيف لها في الفردي كان المركز الـ 307 في سنة 2009. أعلى تصنيف لها في الزوجي كان المركز الـ 194 في سنة 2009.

## روابط خارجية
- ستيفانيا بوفا على موقع رابطة محترفات التنس (الإنجليزية)
- ستيفانيا بوفا على موقع الاتحاد الدولي لكرة المضرب (الإنجليزية)
- ستيفانيا بوفا على موقع كأس بيلي جين كينغ (الإنجليزية)
- ستيفانيا بوفا على موقع خلاصة التنس.كوم (الإنجليزية)